# Campeonato Mundial de Piragüismo en Eslalon de 1981
El XVII Campeonato Mundial de Piragüismo en Eslalon se celebró en Bala (Reino Unido) entre el 15 y el 24 de julio de 1981 bajo la organización de la Federación Internacional de Piragüismo (ICF) y la Federación Británica de Piragüismo.
Las competiciones se realizaron en el canal de piragüismo en eslalon acondicionado en el río Tryweryn, al noroeste de la localidad galesa.

## Medallistas

### Masculino
| Evento         | Oro | Plata | Bronce |
| -------------- | --- | --- | --- |
| K1 individual  | Richard Fox Reino Unido 211,94 pts.                                                                     | Luboš Hilgert Checoslovaquia 214,35 pts.                                                                             | Jean-Yves Prigent Francia 219,58 pts.                                                                      |
| C1 individual  | Jon Lugbill Estados Unidos 234,58                                                                       | David Hearn Estados Unidos 234,92                                                                                    | Jean Sennelier Francia 246,27                                                                              |
| C2 individual  | Stephen Garvis Michael Garvis Estados Unidos 264,23                                                     | Dieter Welsink Peter Czupryna RFA 271,68                                                                             | Paul Grabow Jefry Huey Estados Unidos 272,78                                                               |
| K1 por equipos | Richard Fox Albert Kerr Nicolas Wain Reino Unido 246,55                                                 | Jürg Götz · Urs Steinmann · Milo Duffek · Suiza · 251,58                                                             | Jean-Yves Prigent Thierry Junquet Bernard Renault Francia 252,37                                           |
| C1 por equipos | Jon Lugbill David Hearn Ron Lugbill Estados Unidos 251,02                                               | Hervé Madoré Jean Sennelier Jean Salamé Francia 292,69                                                               | Gerald Moos Fredi Zimmermann Jürgen Schnitzerling RFA 333,38                                               |
| C2 por equipos | Reino Unido Jock Young / Alistair Munro Robert Joce / Robert Owen Eric Jamieson / Robin Williams 338,17 | Polonia · Wojciech Kudlik / Jerzy Jeż · Marek Maslanka / Ryszard Seruga · Zbigniew Czaja / Jacek Kasprzycki · 356,30 | Estados Unidos Carl Gutschick / Paul Flack Paul Grabow / Jefry Huey Stephen Garvis / Michael Garvis 395,14 |

### Femenino
| Evento         | Oro                                                      | Plata                                                          | Bronce                                                           |
| -------------- | -------------------------------------------------------- | -------------------------------------------------------------- | ---------------------------------------------------------------- |
| K1 individual  | Ulrike Deppe RFA 257,69 pts.                             | Catherine Hearn Estados Unidos 262,79 pts.                     | Jocelyne Roupioz Francia 270,10 pts.                             |
| K1 por equipos | Ulrike Deppe Susanne Erbers Gabriele Köllmann RFA 303,10 | Elizabeth Sharman Jane Roderick Susan Small Reino Unido 326,80 | Linda Harrison Catherine Hearn Yuri Kusuda Estados Unidos 333,69 |

### Mixto
| Evento        | Oro                                                      | Plata                                               | Bronce                                                |
| ------------- | -------------------------------------------------------- | --------------------------------------------------- | ----------------------------------------------------- |
| C2 individual | Elizabeth Hayman Fritz Haller Estados Unidos 355,12 pts. | Barbara McKee John Sweet Estados Unidos 442,58 pts. | Karen Marte Brett Sorensen Estados Unidos 464,39 pts. |

## Medallero
| Núm. | País           | Oro | Plata | Bronce | Total |
| ---- | -------------- | --- | ----- | ------ | ----- |
| 1    | Estados Unidos | 4   | 3     | 4      | 11    |
| 2    | Reino Unido    | 3   | 1     | 0      | 4     |
| 3    | RFA            | 2   | 1     | 1      | 4     |
| 4    | Francia        | 0   | 1     | 4      | 5     |
| 5    | Checoslovaquia | 0   | 1     | 0      | 1     |
| 5    | Polonia        | 0   | 1     | 0      | 1     |
| 5    | Suiza          | 0   | 1     | 0      | 1     |
|      | TOTAL          | 9   | 9     | 9      | 27    |